# Morena (zona di Roma)
Morena è la zona urbanistica 10L del Municipio Roma VII di Roma Capitale. Si estende sulla zona Z. XIX Casal Morena. Dal punto di vista dell’amministrazione ecclesiastica Morena si divide tra la Diocesi di Roma e la Diocesi suburbicaria di Frascati.

## Geografia fisica

### Territorio
È situata a est della capitale, esternamente al Grande Raccordo Anulare, a cavallo della via Anagnina. Morena è dunque un quartiere residenziale di collegamento fra Tor Vergata e Ciampino (lungo la direttrice est-ovest) e fra Cinecittà e i Castelli romani (lungo la direttrice nord-sud). Ciò significa che pur essendo, allo stato attuale, parzialmente carente di servizi (tranne scuole e farmacie) può godere delle aree verdi, ospedali e trasporti presenti nelle aree immediatamente confinanti.
La zona urbanistica confina:
- a nord-est con la zona urbanistica 10I Barcaccia;
- a est con il comune di Frascati;
- a sud-est con il comune di Grottaferrata;
- a sud-ovest con il comune di Ciampino;
- a nord-ovest con le zone urbanistiche 10H Gregna e 10G Romanina.

## Storia
La zona prende il nome dalla Torre Morena, costruita nel XIV secolo utilizzando tufo giallo e peperino. La torre probabilmente è un nome prediale dal console romano Aulo Terenzio Varrone Murena, che fu proprietario del terreno.
In età romana la zona rurale era inclusa nell'ager ed era attraversata dalla importante via Appia (oggi corrispondente parzialmente alla via Anagnina), arteria di collegamento economica e religiosa con i colli albani. In età medievale invece il territorio di Morena beneficiava dei numerosi corsi d'acqua (come l'acqua Mariana che arriva fino all'Appia antica) e di torri per il controllo del territorio e lo stoccaggio dei prodotti agricoli come la nota Torre di Mezzavia.
Solo successivamente all'unità d'Italia, con Roma capitale, il quartiere di Morena si è trasformato nella zona residenziale che è oggi, anche se una sua parte mantiene ancora una vocazione agricola e un'area archeologica risulta ancora non sondata.

## Cultura
Di Morena sono l'attore e drammaturgo Ascanio Celestini (il quale ha dedicato al quartiere alcuni esilaranti monologhi) e l'attrice Emanuela Fanelli.

## Sport

### Calcio
- S.S.D. Atletico Morena (colori sociali bianco e blu) che, nel campionato 2022-2023, milita nel campionato maschile di Promozione.[1]